# PDP-11

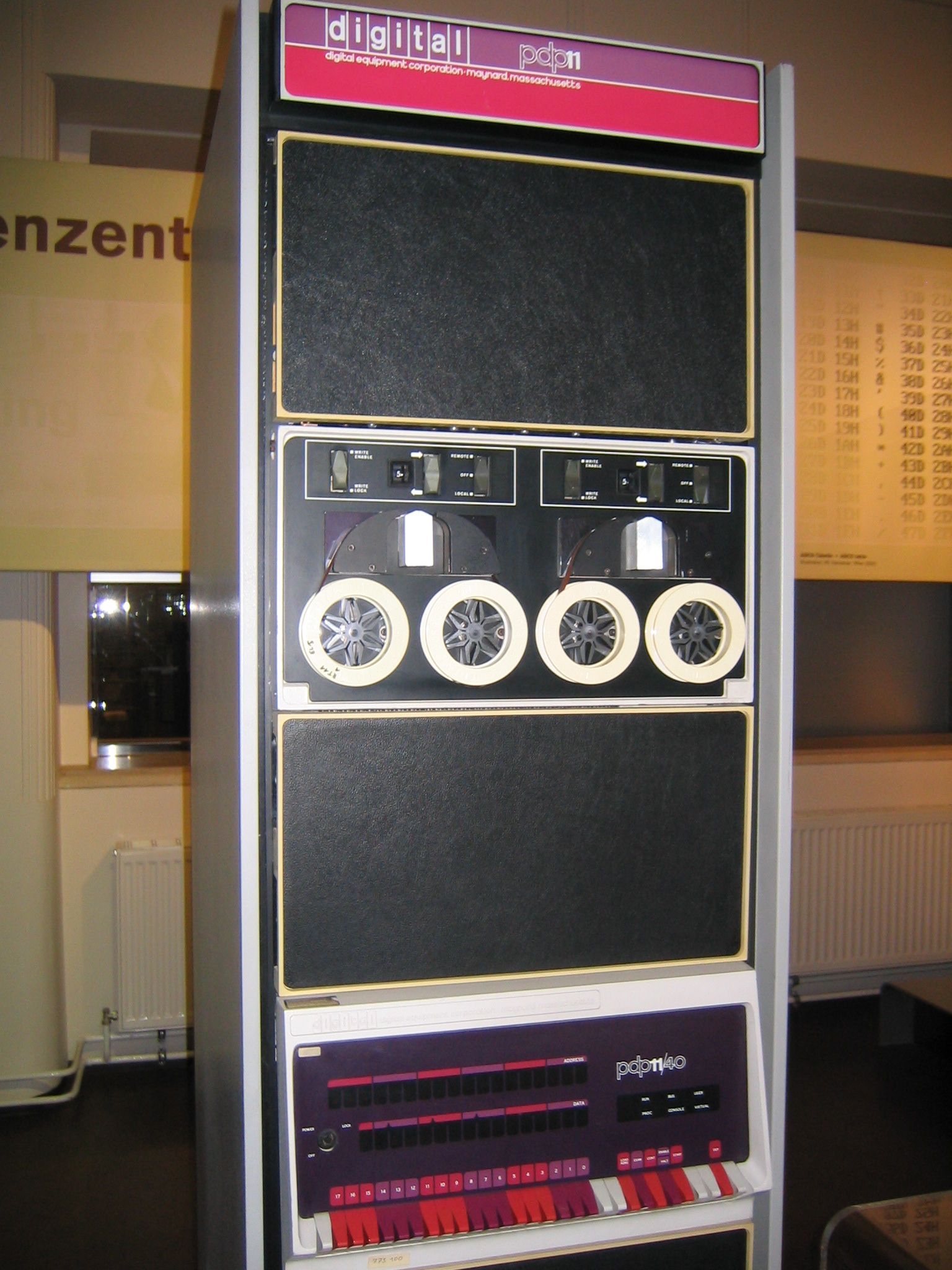
PDP-11/40 con due DECtape TU56.

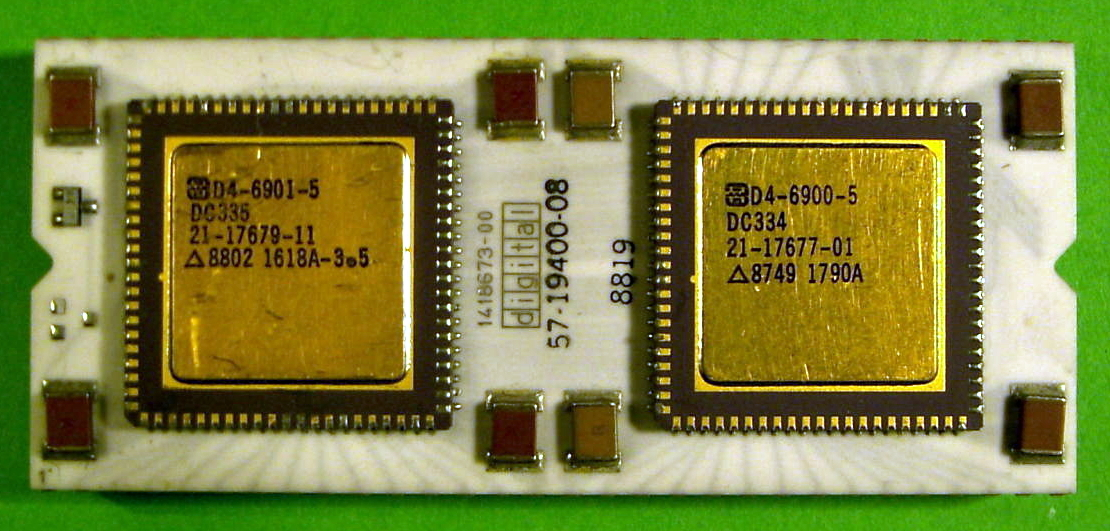
Processori di un PDP-11/75

Il PDP-11 ("Programmed Data Processor model 11") era una serie di computer con architettura a 16 bit fabbricato da Digital Equipment Corporation (DEC) a partire dagli inizi del 1970. Il PDP-11 fu il successore del PDP-8 e incluse una serie di migliorie che ne semplificavano la programmazione. Fu sostituito spesso dai sistemi VAX-11 a 32 bit che mantenevano molte caratteristiche del PDP-11 estendendo il set di indirizzamento e la potenza di calcolo. Inoltre, fu su un PDP-11 della AT&T che Dennis Ritchie fece girare il primo programma scritto in C.
La sua struttura ha ispirato Federico Faggin nell'ideazione del microprocessore Intel 8008.